# Jean Vatout

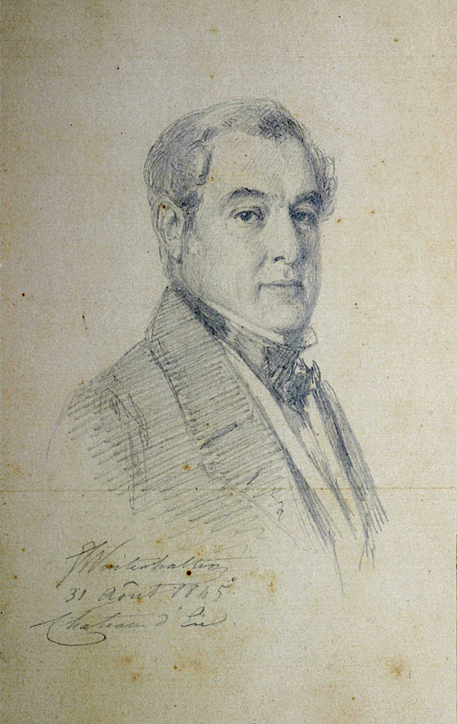
Jean Vatout, 1845

Jean Vatout (* 26. Mai 1791 in Villefranche-sur-Saône, heutiges Département Rhône; † 3. November 1848 bei Esher, Surrey) war ein französischer Historiker, Politiker und Schriftsteller.

## Leben und Wirken
Vatout begann seine Karriere als Sekretär des Politikers François-Antoine Boissy d’Anglas. Während der Herrschaft der Hundert Tage wurde Vatout 1814 zum Unterpräfekten von Libourne (Département Gironde) berufen. In gleicher Position war er später in Semur-en-Auxois (Département Côte-d’Or) tätig.
Vatout gehörte zu den ersten, die Alexandre Dumas unterstützten.
Nach mehreren Anläufen berief die Académie française am 6. Januar 1848 Vatout zum Nachfolger des verstorbenen Schriftstellers Pierre-Simon Ballanche (Fauteuil 4). Ihm selbst folgte 1849 der Politiker Alexis de Guignard auf diesem Platz nach.
Als während der Februarrevolution 1848 der letzte französische König, Louis-Philippe, zur Abdankung gezwungen wurde, begleitete Vatout diesen im Frühjahr desselben Jahres ins Exil nach Esher in Surrey. Königin Victoria hatte Louis-Philippe und dessen Familie dort den Landsitz Claremont House als Wohnsitz zur Verfügung gestellt. Kränklicher Natur, vergiftete sich Vatout an den aus Blei bestehenden Wasserleitungen von Claremont House. Er starb daran am 3. November 1848 im Alter von 57 Jahren und fand in Esher auch seine letzte Ruhestätte.

## Werke (Auswahl)
Belletristik
- La conspiration de Cellamare. Roman, 1832.
- L’idée fixe. Roman. 1830.
- La nièce d’un roi. 1824.

Sachbücher
- Le château d’Eu. 1844.
- Les gouvernements représentatifs au congrès de Troppau. 1821.
- Stanislas de Girardin. 1827.